# Кайнан
Кайнан (яп. 海南市 Кайнан-си) — город в Японии, находящийся в префектуре Вакаяма. Площадь города составляет 101,19 км², население — 52 322 человека (1 августа 2014), плотность населения — 517,07 чел./км².

## Географическое положение
Город расположен на острове Хонсю в префектуре Вакаяма региона Кинки. С ним граничат города Вакаяма, Арида, Кинокава и посёлки Кимино, Аридагава.

## Население
Население города составляет 52 322 человека (1 августа 2014), а плотность — 517,07 чел./км². Изменение численности населения с 1980 по 2005 годы:
| 1980 | 69 942 чел. |  |
| 1985 | 67 218 чел. |  |
| 1990 | 64 390 чел. |  |
| 1995 | 62 634 чел. |  |
| 2000 | 60 373 чел. |  |
| 2005 | 57 744 чел. |  |